# Fenrir

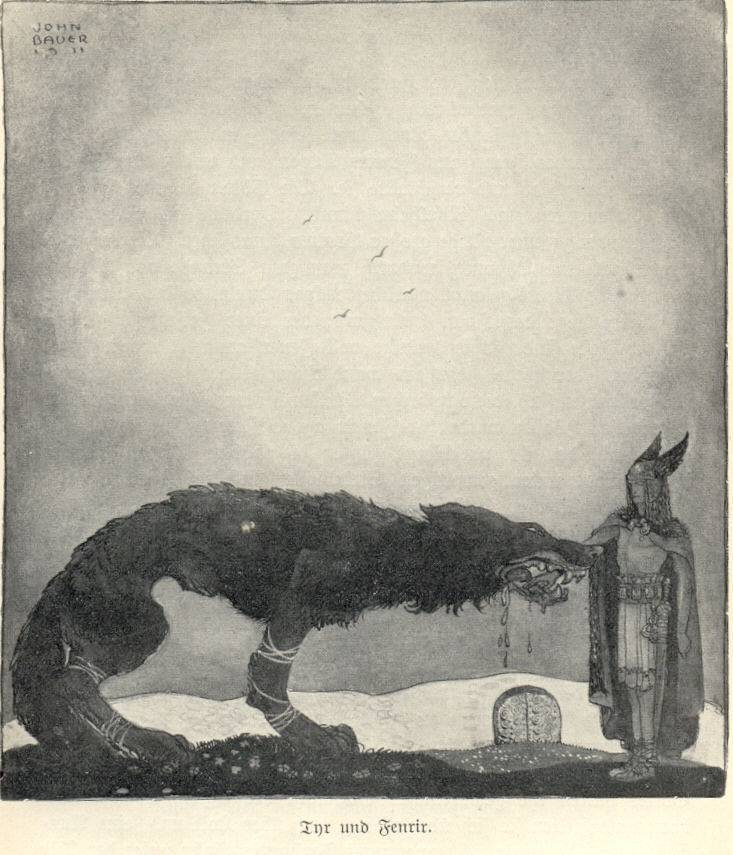
Podle Eddy ukousl Fenrir Týrovi ruku (John Bauer, 1911)

Fenrir neboli Fenrisulfr (také Fenri) je vlk, nejstarší syn Lokiho a obryně Angrbody, který se vyskytuje v severské mytologii. Bohové Fenrira spoutali, jeho osudem však je růst tak dlouho, dokud pouta nepovolí, a poté za Ragnaröku spolknout Ódina. V té době bude totiž tak obrovský, že když otevře tlamu, jeho horní čelist se dotkne nebes zatímco dolní čelist se bude dotýkat země. Fenrir bude zabit Vídarem, synem Ódina, jenž jej podle různých zdrojů buď bodne do srdce, nebo roztrhne jeho čelisti.

## Pověst

### Fenrirův příběh
Když se Ódin dozvěděl z proroctví a ze svého souboje s obrem, že potomstvo Lokiho a Angrbody způsobí bohům potíže, nechal si vlka, jeho bratra Jörmungandra i sestru Hel přinést. Jörmungandra poslal do mořských hlubin a Hel uvrhl do podsvětí, Fenrira však předal k vychování Ásům. Jen bůh Týr se nebál rostoucího vlka krmit. 

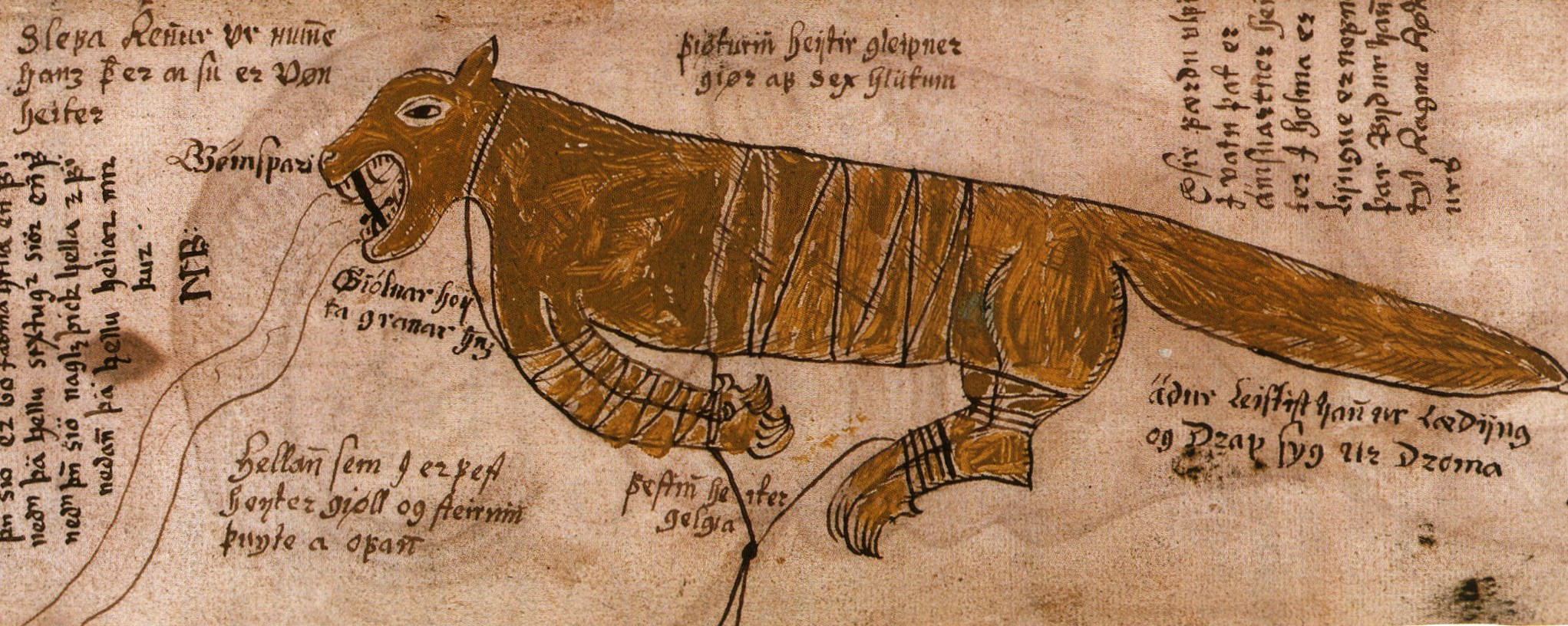
Nákres způsobu, jakým byl Fenrir spoután

Bohové se však zalekli rostoucí síly obrovského vlka a proroctví, jež tvrdilo, že Fenrir přivodí jejich zkázu; nechali jej proto spoutat. Dvakrát vlk se spoutáním souhlasil a dvakrát se také bez potíží dokázal z pout osvobodit. Poté však nechal Ódin u trpaslíků ukovat řetěz zvaný Gleipnir. Ten sice vypadal jako pouhá hedvábná stužka, tvořilo jej však šest zázračných přísad: zvuk kočičí chůze, ženský vous, kořen hory, medvědí cit, rybí dech a ptačí slina. Skínir, Freyův posel, následně řetěz přinesl do Ásgardu.
Na ostrově zvaném Lyngvi (Porostlý vřesem) v jezeře Ámsvartnir (Červeno-černý) řekli bohové Fenrirovi, ať zpřetrhá i tento řetěz. Vlk si však povšiml jemnosti a lehkosti Gleipniru a vycítil léčku. Prohlásil proto, že řetěz vyzkouší, pouze pokud během uvazování řetězu vloží dobrovolně jeden z bohů svou ruku do jeho tlamy; ta bude zárukou Fenrirova propuštění i v případě, že řetěz přemoci nedokáže. Jediný bůh ochotný toto riziko přijmout byl Týr. Fenrir začal řetěz napínat, čím víc se ale snažil, tím pevněji ho Gleipnir stahoval. Když jej bohové odmítli osvobodit, ukousl Týrovi ruku v zápěstí; té části paže se poté začalo říkat vlčí kloub.

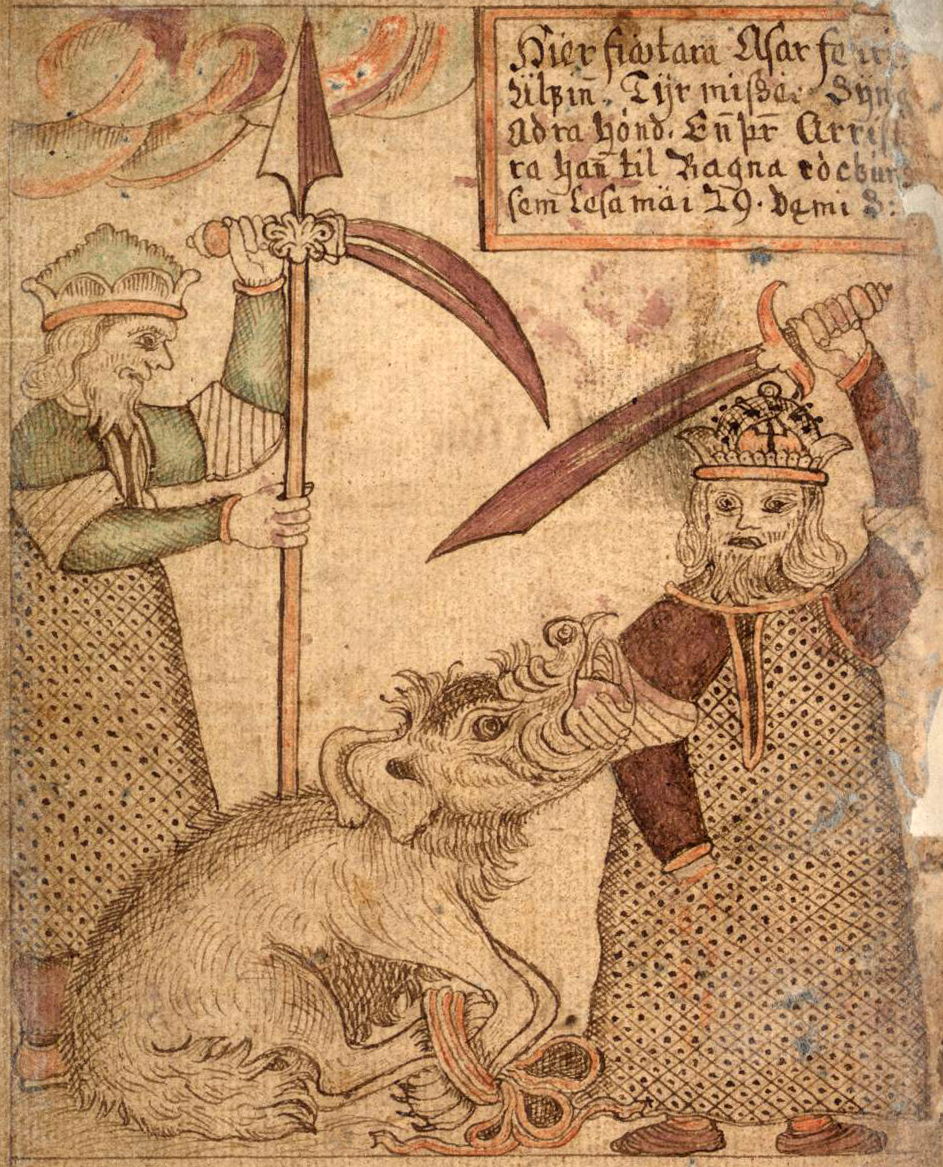
Týrovo ukousnutí ruky Fenrirem se mezi malíři stalo oblíbeným motivem; manuskript z 18. století

Když Ásové viděli, že vlk je zcela spoután, přivázali ke Gleipniru druhý řetěz, Gelgja (Tenký), ten protáhli skrz velký kámen upevněný hluboko v zemi zvaný Gjöl (Výkřik). Vlk zuřivě řval a snažil se je pokousat; vložili mu proto mezi čelisti meč špičkou směrem vzhůru jako roubík. Tehdy začal vlk výt a z tlamy mu proudem vytékaly sliny, z nichž vznikla řeka Ván (Naděje). Takto spoutaný bude Fenrir ležet do chvíle, kdy nastane Ragnarök - soumrak bohů.
Věštba říká, že v den Ragnaröku vlk Fenrir naposledy unikne z pout, přidá se k protivníkům bohů a nakonec pozře samotného Ódina. Ódinův syn Vídar ale svého otce pomstí buď tím, že mu mečem probodne srdce, či jej rozerve tak, že se ve zvláštních botách postaví jednou nohou na jeho dolní čelist a rukou uchopí jeho horní čelist.

### Fenrirovi synové
Fenrir má dva syny, Hatiho (Nenávistník) a Skolla (Výsměch). Skoll se snaží pronásledovat koně Árvakra (Ranní stráž) a Alsvidra (Nejrychlejší ze všech), kteří táhnou povoz, na němž je Slunce. Hati pronásleduje Máni - Měsíc. Podle toho, jak se přibližují k jednotlivým tělesům, lidé říkají, že nastává zatmění či naopak. Ani jednomu z vlků ale není dáno Slunce nebo Měsíc dohnat a sežrat, dokud nenastane Ragnarök.
V určitých případech je jméno Skoll používáno jako nepřímý odkaz (heiti) na Fenrira.

## V literatuře
- Harry Potter (autor Joanne Rowlingová) v knize Harry Potter a princ dvojí krve je Fenrir Šedohřbet (Fenrir Greyback) vlkodlak, který se snaží pokousat co možná nejvíce lidí, zejména malých dětí kouzelníků. Již od začátku je znám spoluprací s Lordem Voldemortem.
- Letopisy Narnie (autor C. S. Lewis) v knize Lev, čarodějnice a skříň je vlk Fenris Ulf náčelníkem tajné policie Bílé čarodějnice. Původně bylo jeho jméno Maugrim, sám autor ho později změnil, ale některá novější vydání a také filmová verze se k Maugrimovi vrátily.